# Thiara amarula
Thiara amarula is een slakkensoort uit de familie Thiaridae. De wetenschappelijke naam werd gepubliceerd in 1758 door Carl Linnaeus in de tiende editie van Systema naturae.